# Udspring for begyndere
|  | Denne artikel er oprettet af botten Steenthbot ud fra en ekstern database. Den kan derfor have sproglige fejl eller mangler. Denne skabelon kan fjernes efter kontrol af indholdet. |

Udspring for begyndere er en dansk dokumentarfilm fra 1976 instrueret af Stefan Jørgensen, Ida Jørgensen og Bente Kiens og efter manuskript af Bente Kiens, Stefan Jørgensen og Ida Jørgensen.

## Handling
Demonstration af de grundlæggende udspring, alle fra 1-meter vippen. Filmen er optaget i svømmehallen tilhørende Danmarks Højskole for Legemsøvelser.